# Kõrgessaare
Koordinaten: 58° 59′ N, 22° 28′ O
Kõrgessaare ist ein Großdorf (estnisch alevik) im Nordwesten der zweitgrößten estnischen Insel Hiiumaa (deutsch Dagö) direkt an der Ostsee. Seit 2017 liegt es in der Landgemeinde Hiiumaa, von Oktober 2013 bis 2017 gehörte es zur Landgemeinde Hiiu (Hiiu vald). Davor war es der Hauptort der Landgemeinde Kõrgessaare (Kõrgessaare vald).

## Beschreibung und Geschichte
Kõrgessaare (deutsch Hohenholm) hat 364 Einwohner (Stand 31. Dezember 2011). Die Fläche beträgt 6,6 km². Der Ort wurde erstmals 1532 unter dem Namen Korkeszar urkundlich erwähnt.

## Gut Kõrgessaare

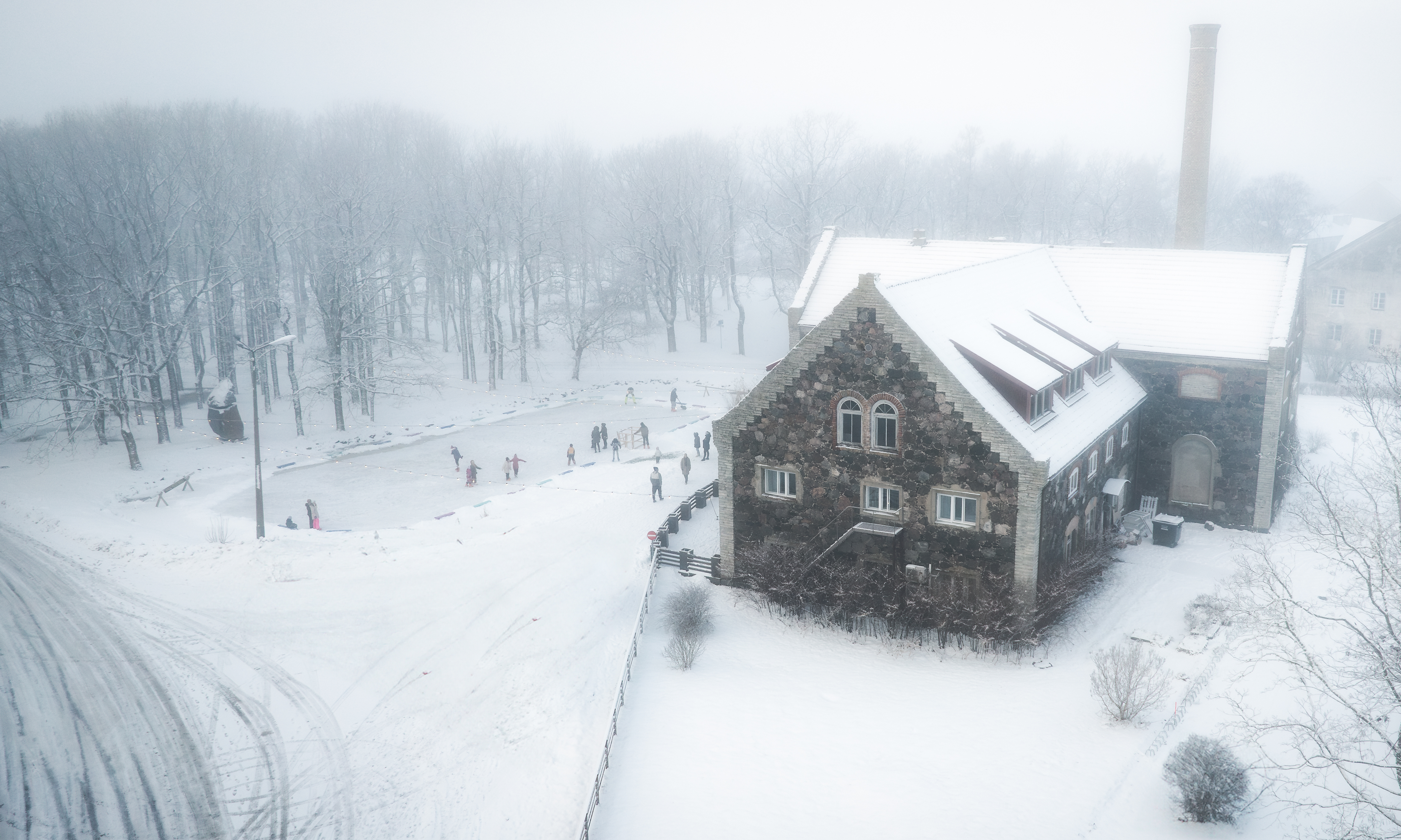
Gut Kõrgessaare

Das Gut von Kõrgessaare wurde 1624 gegründet. Es war eines der Besitzungen des schwedischen Heerführers Jakob De la Gardie (1583–1652).
Etwas landeinwärts begann er unter anderem mit der ersten Glasfabrikation in Estland. Die Glashütte war von 1628 bis 1664 in Betrieb. An sie erinnert noch der Dorfname Hüti. An der Ostsee gründete De la Gardie einen Hafen, der im 17. Jahrhundert einen regelmäßigen Schiffsverkehr nach Stockholm unterhielt.
1691 wurde das Gut verstaatlicht. Nach dem Großen Nordischen Krieg fiel es 1755 an die adlige Familie Stenbock. 1781 verkaufte Graf Carl Magnus Stenbock den Besitz für 55.000 Silberrubel an den polnischen Kammerherren Otto Reinhold Ludwig von Ungern-Sternberg (1744–1812). Später wurde das Land unter estnischen Kleinbauern aufgeteilt.
Das Herrenhaus vom Ende des 18. Jahrhunderts war noch aus Holz. Es wurde 1972 abgerissen. Erhalten sind ein Speichergebäude von 1787/1805, zwei Kalköfen und die große Schnapsbrennerei aus den 1880er Jahren. Sie beherbergt ein Restaurant. Davor befindet sich der historische Wasserrosenteich des Guts.

## Schiffsverkehr

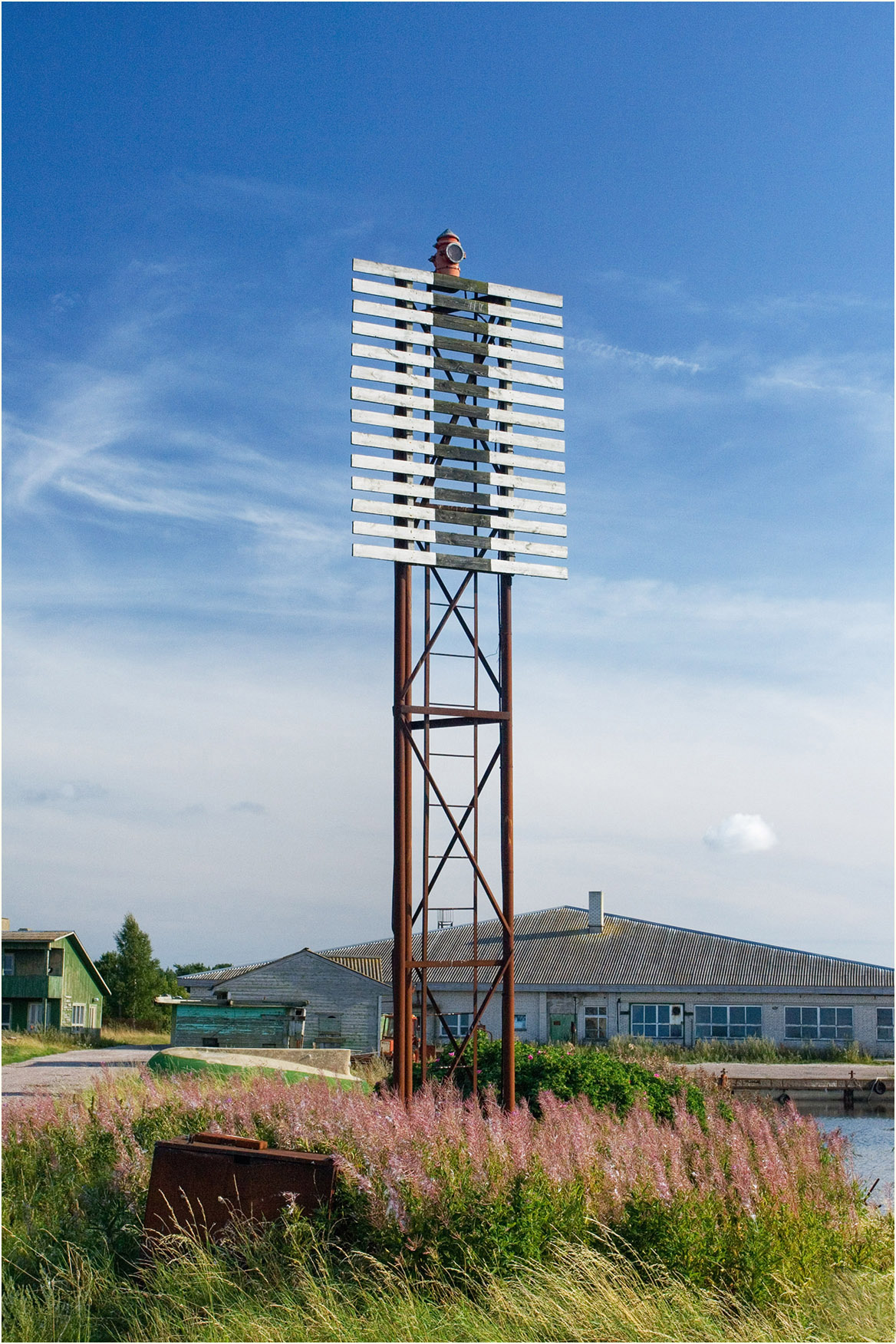
Bake in Kõrgessaare

Bei Kõrgessaare verläuft eine wichtige Schiffsroute über die Ostsee. Die Gewässer gelten unter Seeleuten wegen der Untiefen als gefährlich. Mehrere Schiffe sind vor Kõrgessaare gesunken.
Der Ort ist in Volkserzählungen eng mit dem Adligen Otto Reinhold Ludwig von Ungern-Sternberg (1744–1812) verbunden, der in Legenden als berüchtigter „Strandräuber“ gilt. Er soll falsche Leuchtfeuer gesetzt haben, um Schiffe in die Irre zu führen und die Ladung zu kassieren.
In Kõrgessaare steht der Stein des Grafen Ungern. Er enthält drei Löcher als Halterung für die Laterne, die durch die Waldschneise hindurchleuchtete und fremde Schiffe auf das Kalksteinriff lockte, das sich nur einen Meter unter der Wasseroberfläche befindet. Vor dem Riff, das die Seeleute unter dem Namen Neckmannsgrund (bzw. Näkimadal oder Hiiu madal) kennen und fürchten, warnt der Leuchtturm von Kõpu.

## Industrie
1907/1909 wurde Land auf der Halbinsel mit Verbindung zum Hafen an die Aktiengesellschaft Viscosa mit Sitz in Sankt Petersburg verkauft, die hauptsächlich aus belgischem Kapital bestand. Die Firma errichtete zwischen 1911 und 1914 eine Fabrik für Kunstseide. Die Anlage wurde allerdings nie vollständig fertiggestellt. 1917 wurden die Gebäude im Zuge des Ersten Weltkriegs gesprengt. Der Ort wird seitdem im Volksmund auch Viskoosa genannt.
Nach dem Zweiten Weltkrieg entstanden in Kõrgessaare in den 1950er Jahren ein Fischkombinat und später eine Konservenfabrik.